# Компрењак (Аверон)
Компрењак (фр. Comprégnac) насеље је и општина у јужној Француској у региону Миди Пирене, у департману Аверон која припада префектури Мијо.
По подацима из 2011. године у општини је живело 231 становника, а густина насељености је износила 20,83 становника/km². Општина се простире на површини од 11,09 km². Налази се на средњој надморској висини од 335 метара (максималној 701 m, а минималној 340 m).

## Демографија
| 1962. | 1968. | 1975. | 1982. | 1990. | 1999. | 2011. |
| ----- | ----- | ----- | ----- | ----- | ----- | ----- |
| 106   | 141   | 114   | 133   | 178   | 215   | 231   |

График промене броја становника у току последњих година